# Francisco Escalante Molina
Francisco Gerardo Escalante Molina (ur. 29 stycznia 1965 w La Grita) – wenezuelski duchowny katolicki, arcybiskup, od 2024 nuncjusz apostolski w Japonii. 

## Życiorys
26 sierpnia 1989 otrzymał święcenia kapłańskie i został inkardynowany do diecezji San Cristóbal. W 1995 rozpoczął przygotowanie do służby dyplomatycznej na Papieskiej Akademii Kościelnej. 
19 marca 2016 papież Franciszek mianował go nuncjuszem apostolskim w Kongo oraz biskupem tytularnym Gratiana. 21 maja został jednocześnie akredytowany w Gabonie. Sakry udzielił mu 28 maja 2016 nuncjusz apostolski w Wenezueli - arcybiskup Aldo Giordano.
4 czerwca 2021 papież Franciszek przeniósł go do nuncjatury na Haiti.
25 stycznia 2024 papież Franciszek przeniósł go do nuncjatury w Japonii. 